# Мохаррам, Ашвак
Ашвак Мохаррам (араб. أشواق محرم‎; род. 1975) — йеменский врач и активистка, известная своей борьбой с голодом в йеменском городе Ходейда.

## Жизнь
Мохаррам замужем, у неё двое детей. В 2016 году, после двадцати лет работы врачом, она была за свои достижения названа одной из 100 женщин Би-би-си. В то время она жила в Ходейде одна, так как её муж увёз детей в Иорданию. Мохаррам работала во многих международных организациях по оказанию помощи, но с 2015 года стала работать самостоятельно, доставляя лекарства и еду на своей машине, выступая в качестве мобильной клиники.